# Championnat du Groenland de football 2005
Le championnat du Groenland de football 2005, organisé sous l'égide de la fédération du Groenland de football, a vu la victoire du club de B-67. Il a eu lieu dans la ville d'Uummannaq.

## Phase de poules
| Poule 1     | Poule 1 | Poule 1 | Poule 1 | Poule 1 | Poule 1 | Poule 1 | Poule 1 | Poule 1 | Poule 1 | Poule 1 | Poule 1 |
| Club        | Joués   | Points  | V       | N       | D       | +       | -       | B67     | MAL     | AAS     | KÂG     |
| ----------- | ------- | ------- | ------- | ------- | ------- | ------- | ------- | ------- | ------- | ------- | ------- |
| B-67        | 3       | 9       | 3       | 0       | 0       | 9       | 1       | -       | 3-0     | 2-1     | 4-0     |
| Malamuk     | 3       | 6       | 2       | 0       | 1       | 4       | 4       | 0-3     | -       | 3-1     | 1-0     |
| Aasiak-97   | 3       | 3       | 1       | 0       | 2       | 6       | 6       | 1-2     | 1-3     | -       | 4-1     |
| Kâgssagssuk | 3       | 0       | 0       | 0       | 3       | 1       | 9       | 0-4     | 0-1     | 1-4     | -       |

| Poule 2   | Poule 2 | Poule 2 | Poule 2 | Poule 2 | Poule 2 | Poule 2 | Poule 2 | Poule 2 | Poule 2 | Poule 2 | Poule 2 |
| Club      | Joués   | Points  | V       | N       | D       | +       | -       | N48     | G44     | U68     | E56     |
| --------- | ------- | ------- | ------- | ------- | ------- | ------- | ------- | ------- | ------- | ------- | ------- |
| N-48      | 3       | 9       | 3       | 0       | 0       | 14      | 5       | -       | 2-1     | 8-3     | 4-1     |
| G-44      | 3       | 4       | 1       | 1       | 1       | 12      | 6       | 1-2     | -       | 1-1     | 10-3    |
| UB-68     | 3       | 4       | 1       | 1       | 1       | 7       | 9       | 3-8     | 1-1     | -       | 3-0     |
| Eqaluk-56 | 3       | 0       | 0       | 0       | 3       | 4       | 17      | 1-4     | 3-10    | 0-3     | -       |

## Matches de classement

### Septième place
Kâgssagssuk 7-3 Eqaluk-56

### Cinquième place
Aasiak-97 2-3 UB-68

## Phase finale

### Demi-finales
- B-67 2-1 G-44
- Malamuk 1-3 N-48

### Troisième place
G-44 2-4 Malamuk

### Finale
B-67 3-1 N-48